# Hòa Ninh (xã)
Hòa Ninh là một xã thuộc,tỉnh Lâm Đồng, Việt Nam.

## Địa lý
Xã Hòa Ninh có diện tích 21,58 km², dân số năm 2022 là 11.711 người, mật độ dân số đạt 542 người/km².

## Lịch sử
Ngày 6 tháng 6 năm 1986, Hội đồng Bộ trưởng ban hành Quyết định số 67-HĐBT về việc thành lập xã Hoà Ninh trên cơ sở 3.480 hécta đất với 1.931 nhân khẩu của xã Đinh Trang Hòa.
Ngày 21 tháng 1 năm 2020, HĐND tỉnh Lâm Đồng ban hành Nghị quyết số 166/NQ-HĐND về việc:
- Sáp nhập Thôn 8 vào Thôn 7.
- Sáp nhập Thôn 11 vào Thôn 10.